# 슈무루 할라
슈무루 할라(만주어: ᡧᡠᠮᡠᡵᡠ
ᡥᠠᠯᠠ Šumuru Hala, 한국 한자: 舒穆祿氏 서목록씨)는 이후 만주팔대성 중 하나로, 허저족과 시버족 그리고 몽고팔기(蒙古八旗)에도 분포하는 성씨이자 씨족이다.
슈무루씨는 요대 위구르계 성씨인 술률씨(述律氏)가 그 전신으로 이후 소씨(蕭氏)로 바꾸었으며, 요나라 멸망 이후로는 석말씨(石抹氏)로 불리다가 명나라 말기에 여진족으로 합병되었다.
신해혁명으로 무능하고, 부패가 절정인 봉건전제의 청 제국이 와해되었지만, 진정한 공화정치가 실현되지 못하고 군벌의 통치가 뒤를 이었으며 민족 차별 정책이 수반되었다. 전국 각지의 주방팔기(駐防八旗)들은 예를 들어 서안·남경·항주·형주 등지에서 무고한 만주족 관병을 살해하는 사건이 도처에서 일어났다. 이에 따라 만주족 사람들은 어쩔 수 없이 한족(漢族)의 성씨로 바꾸는 것이 적지 않았다. 만주족이 많은 북경지역에서는 소수의 달관 · 현귀이기 때문에 족속과 성씨를 바꿀 방법이 없는 사람 이외에 일반적으로 만주인들은 족속과 성씨를 바꾸는 숫자가 적지 않았으며, 그렇지 않는다면 입에 풀질하고 살 방도조차 찾을 수도 없을 뿐만 아니라, 이미 가지고 있던 직장이나 일자리도 잃어버릴 수 밖에 없었다. 따라서 중화민국이 건립되자 대부분의 허저족 및 만주족 슈무루씨는 한성(漢姓)인 서(舒)씨로 개성하였으며, 일부는 서(徐), 수(宿), 방(方), 소(关), 상(尚), 만(满), 경(耿), 살(萨), 곽(霍), 수(水), 양(扬), 양(杨), 송(宋), 만(万), 소(萧) 성을 사용했다.
초품 1등공으로 사후 무훈왕(武勳王)으로 추봉(追封)된 양우리(楊古利, 만주어: ᠶᠠᠩᡤᡠᠯᡳ Yangguri)가 슈무루 씨족 출신이다.

## 같이 보기
- 만주족의 성씨